# John Gollwell
John Gollwell (vlastním jménem Jan Borůvka, 23. července 1893 Praha – 7. března 1953 Praha) byl český hudební skladatel, hudební vydavatel, dramatik, herec, zpěvák a klavírista.

## Životopis
Narodil se jako Jan Borůvka v Podskalí v Praze do majetné rodiny. Jeden z jeho dvou bratrů, Vladimír Borůvka, se posléze stal lékařem a majitelem tzv. Borůvkova sanatoria, druhý byl právníkem. Jan absolvoval reálku, posléze potom nastoupil na pražskou techniku. Studium však posléze opustil a nadále se pak věnoval hudbě. Zprvu působil jako kapelník, nejprve v Čechách, posléze pak odešel do zahraničí. Patrně během svého působení zde začal používat pseudonym John Gollwell. Po návratu do Rakouska-Uherska se věnoval skladbě, zejména českých písní. Po začátku první světové války narukoval do rakousko-uherské armády, posléze však údajně dezertoval. Spolupracoval mj. také s hudebníkem a zpěvákem Karlem Hašlerem.
Po vzniku Československa se pak nadále věnoval hudební skladbě, hraní a divadelní práci. Stal se autorem několika set písní a šansonů, zkomponoval také několik operet, které se následně hrály především na pražských jevištích, dále několika libret a divadelních her. V letech 1925 až 1934 provozoval vlastní nakladatelství v Praze, které následně vydávalo tištěné skladby a další hudební tiskoviny. Jakožto herec se objevil v menších rolích v několika československých filmech, mj. Růžové kombiné, Pepina Rejholcová (oba z roku 1932) či Cech panen kutnohorských z roku 1938, stejně tak se ve snímcích objevila řada jím složených skladeb a písní.
Po začátku německé okupace Čech, Moravy a Slezska se již příliš umělecky neprojevoval, stejně tak po nástupu komunistického režimu v Československu.
Zemřel 7. března 1953 v Praze ve věku 59 let. Příčinou úmrtí byla pravděpodobně sebevražda.
Jeho manželkou byla herečka a zpěvačka Inka Gollwellová (1903–?).